# Kenny Dawkins
Kenny Montrell Dawkins , (Holly Springs, 23 de junho de 1987) é um jogador de basquetebol estadunidense que atua como armador. Atualmente, defende o Caxias do Sul no Novo Basquete Brasil.

## Estatísticas

### Temporada regular do NBB
| Ano               | Time              | JD  | MPJ  | FG%  | 3P%  | LL%  | REB | AST | REC | TOC | PPJ  |
| ----------------- | ----------------- | --- | ---- | ---- | ---- | ---- | --- | --- | --- | --- | ---- |
| 2011–12           | Liga Sorocabana   | 27  | 33.6 | .397 | .299 | .852 | 4.9 | 2.9 | 2.3 | .1  | 16.1 |
| 2012–13           | Liga Sorocabana   | 28  | 32.7 | .442 | .386 | .832 | 3.1 | 4.1 | 2.0 | .1  | 18.1 |
| 2013–14           | Paulistano        | 30  | 26.7 | .459 | .374 | .838 | 3.4 | 3.4 | 1.8 | .0  | 12.1 |
| 2014–15           | Paulistano        | 30  | 29.3 | .418 | .368 | .804 | 3.7 | 3.9 | 1.5 | .1  | 15.4 |
| 2015–16           | Paulistano        | 28  | 31.9 | .427 | .411 | .767 | 2.5 | 3.7 | 1.8 | .0  | 11.5 |
| Carreira          | Carreira          | 143 | 30.7 | .428 | .366 | .827 | 3.5 | 3.6 | 1.9 | .1  | 14.6 |
| Jogo das Estrelas | Jogo das Estrelas | 4   | 15.8 | .350 | .286 | .500 | 1.8 | 3.3 | 1.0 | .0  | 9.0  |

### Playoffs do NBB
| Ano      | Time            | JD | MPJ  | FG%  | 3P%  | LL%  | REB | AST | REC | TOC | PPJ  |
| -------- | --------------- | -- | ---- | ---- | ---- | ---- | --- | --- | --- | --- | ---- |
| 2012     | Liga Sorocabana | 3  | 37.6 | .500 | .500 | .824 | 4.0 | 4.0 | .7  | .0  | 19.0 |
| 2013     | Liga Sorocabana | 3  | 39.8 | .327 | .125 | .611 | 4.3 | 4.0 | 3.0 | .0  | 15.0 |
| 2014     | Paulistano      | 11 | 28.2 | .431 | .317 | .714 | 3.6 | 2.6 | 1.6 | .0  | 12.3 |
| 2015     | Paulistano      | 4  | 31.9 | .474 | .357 | .813 | 4.3 | 4.5 | 1.0 | .0  | 13.5 |
| 2016     | Paulistano      | 4  | 28.5 | .333 | .133 | .938 | 2.0 | 2.5 | 2.8 | .0  | 10.3 |
| Carreira | Carreira        | 25 | 31.4 | .415 | .294 | .778 | 3.6 | 3.2 | 1.8 | .0  | 13.3 |